# جون لودفيغ همر
جون لودفيغ همر (بالنرويجية البوكمول: Jon Ludvig Hammer)‏ هو لاعب شطرنج نرويجي، ولد في 2 يونيو 1990 في برغن في النرويج.

## وصلات خارجية
- جون لودفيغ همر على موقع الاتحاد الدولي للشطرنج (الإنجليزية)
- جون لودفيغ همر على موقع مباريات الشطرنج (الإنجليزية)
- جون لودفيغ همر على موقع 365Chess.com (الإنجليزية)
- جون لودفيغ همر على موقع Chesstempo.com (الإنجليزية)
- جون لودفيغ همر على موقع اتحاد المراسلات الدولية للشطرنج (الإنجليزية)
- جون لودفيغ همر على موقع الاتحاد الأمريكي للشطرنج (الإنجليزية)
- جون لودفيغ همر سجل أولمبياد الشطرنج على موقع OlimpBase.org (الإنجليزية)